# ريبيكا لوس
ريبيكا لوس (بالإسبانية: Rebecca Loos؛ بالهولندية: Rebecca Loos) هي أمينة سر ومقدمة تلفزيونية وعارضة ومذيعة ومغنية وممثلة هولندية وإسبانية، ولدت في 19 يونيو 1977 في مدريد في إسبانيا.

## وصلات خارجية
- الموقع الرسمي
- ريبيكا لوس على موقع IMDb (الإنجليزية)
- ريبيكا لوس على موقع إن إن دي بي (الإنجليزية)
- ريبيكا لوس على موقع قاعدة بيانات الفيلم (الإنجليزية)